# Bjørn Kristensen
Bjørn Kristensen (Malling, 1963. október 10. –) dán válogatott labdarúgó.

## Pályafutása

### Klubcsapatban
Pályatusását 1982-ben az Aarhus csapatában kezdte, mellyel 1986-ban a dán bajnokságot, majd 1987-ben és 1988-ban a dán kupát is sikerült megnyernie. 1989-ben Angliába, a Newcastle Unitedhez igazolt, ahol négy évig játszott. 1992 novemberében a Bristol City együttesében játszott kölcsönben. 1993 és 1995 között a Portsmouth játékosa volt, majd hazatért Dábniűba, ahol 1995 és 1997 között az AaB Fodbold csapatában szerepelt. 1997 januárjában a másodosztályú Aarhus Fremad szerződtette, mellyel feljutott az első osztályba, de ott már nem játszott, mert az idény végén visszavonult. 

### A válogatottban
1987 és 1993 között 20 alkalommal szerepelt a dán válogatottban és 2 gólt szerzett. Részt vett az 1988-as Európa-bajnokságon. 

## Sikerei, díjai
Aarhus GF
- Dán bajnok (1): 1986
- Dán kupa (2): 1986–87, 1987–88